# (39301) 2001 OB100
2001 أو بي 100 (ويعرف أيضًا باسم (39301) 2001 أو بي 100 وفق تسمية الكوكب الصغير) (بالإنجليزية: 2001 OB100)‏ هو كويكب ضمن حزام الكويكبات؛ وترتيبه 39301 من حيث الاكتشاف.
اكتُشف هذا الجُرم الفلكي بواسطة مرصد لويل للبحث عن الأجرام القريبة من الأرض في 27 يوليو 2001.

## وصلات خارجية
- (39301) 2001 OB100 في قاعدة بيانات مختبر الدفع النفاث لأجرام النظام الشمسي الصغيرة

- الاكتشاف · مخطط المدار ·  العناصر المدارية · المعلمات المادية

- (39301) 2001 OB100 على موقع ويكي سكاي: DSS2, SDSS, GALEX, IRAS, Hydrogen α, X-Ray, Astrophoto, Sky Map, Articles and images